# Bernáth Antal
Bernáthfalvi Bernáth Antal (Sumony, 1915. március 13. – Pécs, 1965. szeptember 2.) földbirtokos, katonatiszt, FKGP-s aktivista, 1956-os szabadságharcos, költő.

## Élete
Az ősnemes Bernáth családból származott. Bernáth Antal és Varga Karolina második gyermekeként, 1915. március 13-án született Sumonyban, a családi udvarházban. Egy testvére volt, Gyula. Elemi iskoláit Sumonyban végezte, majd 1933-ban érettségizett a pécsi Pius Gimnáziumban. Utána a pécsi Erzsébet Tudományegyetem jog- és államtudományi karán tanult tovább. Az egyetemről átiratkozott a pécsi Magyar királyi Zrínyi Miklós honvéd gyalogsági hadapródiskolába, ahol 1939-ben zászlóssá avatták.
1939. október 2-án a 24. Honvéd Határvadász Zászlóaljhoz helyezték Husztra, szakaszparancsnoki beosztásban. 1939. december 5-én a 23. Zászlóaljhoz vezényelték Mátészalkára. 1940. január 4-én Szolyvára került a Karpaszományos Katonai Kiképző Iskolába oktató tanártisztnek. Kunéry Gábor ezredes, a 25-ös hegyi határvadász zászlóalj parancsnoka, Volócra helyeztette, a portyázó alakulatok parancsnokának. 1940. július 15-én a kassai Bankó-füredi Hadikórházba került fejsérüléssel, ahol egy kórteremben kezelték az I. Magyar Hadsereg parancsnokával, nagybaczóni Nagy Vilmos vezérezredessel, a későbbi honvédelmi miniszterrel. 1941. március 23-án történelmi esemény részese lehetett: ezen a napon adták át a magyar katonai képviselőknek a szovjet hadsereg képviselői és küldöttei Lavocsne határállomáson – Rákosi Mátyásért cserébe – azokat a honvédlobogókat, melyeket még I. Miklós orosz cár csapatai zsákmányoltak 1849-ben a magyar forradalom és szabadságharc leverésekor. Bernáth Antal Rákosi Mátyást kísérte. 1942-ben hadnaggyá léptették elő.
A honvéd vezérkar nem engedte rangon aluli házasságát, ezért leszerelt, és 1942. október 8-án feleségül vette Zsadányi Máriát. 1942 októbere végén, Pécs város főterén találkozott Kunéry Gábor ezredessel, egykori parancsnokával, és másnap SAS-behívóval a IV. Hadtest állományába került, Kunéry Gábor ezredes segédtisztjeként. 1943-ban Békéscsabán a Fiume szállóban csatlakozott a Békepárthoz. 1944 elején a Hadtest Levente Parancsnoksághoz helyezték, testnevelési és sporttisztnek. 1944 szeptemberében hadműveleti területre vezényelték, Békés megyébe, a frontra. 1944. október 15-én egy vezérkari százados letartóztatta és Budapestre, a Vezérkari Főnökségre kísérte, mert nem engedelmeskedett az új vezetésnek. A hadbíróságtól, barátja nagybaconi Nagy Vilmos mentette meg. 1945. január 24-én született meg fia, László. 1945. március 1-jén a XI. Hadkiegészítő Parancsnoksághoz helyezték Őrihódosra. Itt megakadályozta, hogy egy levente századot a frontra vigyenek a nyilasok. Klagenfurtban – angol megszállási területen – hadifogságba esett, és ott a leventéknek faliújságot szerkesztett. Családjával a klagenfurti iskolában laktak. 1945. október 11-én 70 levente élén átlépte a magyar határt. A már megalakult demokratikus hadseregben nem vállalta a hivatásos állományt, és tartalékos főhadnagyként leszerelték.
1946 elején, a Független Kisgazda-, Földmunkás- és Polgári Párt nagy választmányának országos küldöttje lett. 1946. március 10-étől 1949. február 1-jéig a Kisgazdapárt baranyai irodavezetője. 1949. február 1-jétől a Mezőgazdasági Igazgatóságon, majd a Baranya Megyei Tanács Mezőgazdasági Osztályának Terv és Üzemgazdasági Csoportjánál, mint főelőadó dolgozott. Az 1956-os szabadságharcban, az ujjáalakult Kisgazdapárt városi titkára volt. Neki és társainak köszönhetően, Pécsen elmaradt a fegyveres vérengzés. Megakadályozták a fegyverek polgári kézbe adását. 1957-ben a Magyar Népköztársaság államrendje ellen elkövetett szervezkedésért letartóztatták, és a Fővárosi Bíróság két és fél év börtönbüntetésre ítélte. Végigszenvedte a börtönöket: ÁVH, pécsi börtön,  budapesti Markó, Gyűjtőfogház, Kőbánya, Vác, Márianosztra, Karcag-Tiralmas, tököli rabkórház, Főutca, Állampuszta. A börtönben barátságot kötött Darvas Iván színművésszel, aki szintén politikai elítélt volt, és tartotta a lelket rabtársaiban. A már magas vérnyomásban és szívbetegségben szenvedő embert ártalmas gyógyszerekkel kezelték. 1959 áprilisában, két év börtön után, katasztrofális egészségi állapotban, amnesztiával szabadult. Állandó orvosi kezelésre szorult, évente többször volt kórházban. 1965. szeptember 2-án, 50 éves korában, több éves szenvedés után meghalt. 1988. március 24-én özvegye kérésére rehabilitálták, és elismerték katonai, politikai munkásságát. 1990. január 8-án a fővárosi bíróság hitelesítette a Nbf. I. 5060/1958 számú ítélet eltörlését. 1992. február 20-án a köztársasági elnök 1956-os posztumusz emlékérmet adományozott Bernáth Antalnak a Hazáért és Szabadságért. 2019. szeptember 28-án a Vitézi Rend, posztumusz vitézzé avatta.

## A család honlapja
- https://web.archive.org/web/20190605092403/http://www.thomas-szabo.at/web_adel/bernath_de_bernathfalva/titelseite.html
- Honlap